# Vendeur pour dames
Vendeur pour dames (I Can Get It for You Wholesale) est un film américain réalisé par Michael Gordon, sorti en 1951.

## Synopsis
Des concurrents de vêtements de mode vont se jouer des mauvais tours...

## Fiche technique
- Titre original : I Can Get It for You Wholesale
- Assistant-réalisateur : Ben Chapman
- Réalisation : Michael Gordon
- Scénario : Abraham Polonsky et Vera Caspary, d'après un roman de Jerome Weidman
- Photographie : Milton R. Krasner
- Montage : Robert L. Simpson
- Musique : Lionel Newman et Sol Kaplan
- Orchestration : Earle H. Hagen
- Décors : Lyle R. Wheeler, John DeCuir et Thomas Little
- Costumes : Charles Le Maire et Sam Benson
- Son : Roger Heman Sr. et Winston H. Leverett
- Effets-spéciaux : Fred Sersen
- Maquillage : Ben Nye
- Producteur : Sol C. Siegel
- Société de production : Twentieth Century-Fox Film Corporation
- Société de distribution : Twentieth Century-Fox Film Corporation
- Pays de production :  États-Unis
- Langue : Anglais
- Format : Noir et blanc — 35 mm — 1,37:1 — Son : Mono
- Genre : Film dramatique
- Durée : 91 minutes (1 h 31)
- Dates de sortie :
  - États-Unis : 4 avril 1951 (New York) / 5 avril 1951 (sortie nationale)
  - Royaume-Uni : 23 avril 1951
  - France : 12 octobre 1951
  - Mexique : 27 octobre 1951

## Distribution
- Susan Hayward : Harriet Boyd
- Dan Dailey : Teddy Sherman
- George Sanders : J.F. Noble
- Sam Jaffe : Sam Cooper
- Randy Stuart : Marge Boyd
- Marvin Kaplan : Arnold Fisher
- Harry Von Zell : Savage
- Barbara Whiting : Ellen Cooper
- Vicki Cummings : Hermione Griggs
- Ross Elliott : Ray
- Richard Lane : Kelley
- Mary Philips : Mrs.Boyd
- Benna Bard : Fran
- Ralph Brooks : un dîneur au restaurant / un dîneur à la réception
- Jack Carr : un majordome
- Harry Carter : un chauffeur
- Jack Chefe : un invité au dîner / un danseur
- James Conaty : un invité au dîner / un interne dans le couloir de l'hôpital
- Franklyn Farnum : un invité au dîner / un dîneur au restaurant
- Elizabeth Flournoy : Miss Chapman, la secrétaire de Noble
- Bess Flowers : une vendeuse
- Steven Geray : Bettini
- Harry Hines : le liftier
- Michael Hogan : un officier du navire
- Marjorie Hoshelle : Louise
- Jan Kayne : Ida
- Doris Kemper : une infirmière
- Colin Kenny : une personne au bar
- Charles Lane : Herman Pulvermacher
- Marion Marshall : Terry
- Edwin Max : Tiffany Joe
- Eda Reiss Merin : Miss Marks
- Harold Miller : un dîneur au restaurant / un invité au dîner
- Al Murphy : l'opérateur de l'ascenseur
- William J. O'Brien : le valet de Noble
- Tamara Shayne : Mrs. Cooper
- Jayne Hazard et Aline Towne : des modèles
- David Wolfe : le speaker sur le dais
- Shirlee Allard, Diana Mumby et Beverly Thompson : des filles blondes
- Sayre Dearing, Kenner G. Kemp, Forbes Murray et Jeffrey Sayre : des invités au dîner